# Giovanni Marchese (agronomo)
Giovanni Marchese (Casale Monferrato, 1853 – Milano, 1922) è stato un agronomo e divulgatore scientifico italiano.

## Biografia
Ha editato e diretto il «Corriere del villaggio», periodico di agricoltura. Ha tenuto un'apposita rubrica di agraria sul «Corriere della Sera». Ha avuto la direzione agronomica del Dizionario di agricoltura, uscito in 6 volumi per Vallardi e Soc. Editrice Libraria tra il 1892 e il 1898.

## Opere principali

### Di argomento agrario
- Tra i bachi da seta. Note di un bachicultore, Tip. degli Operai, Milano 1882.
- La pratica in agricoltura. Conversazioni agrarie, Brigola, Milano 1885.
- La coltivazione di piante nuove o poco note (per la trasformazione agraria), vol. I, Tip. Nazionale, Milano 1885.
- La peronospora e mezzi pratici per combatterla, Tip. Nazionale, Milano 1886 (II ed. 1887)
- Alimentazione del bestiame: mezzi pratici per rimediare alla scarsità di foraggio, Tip. Nazionale, Milano 1887.
- L'uso dei tutoli di granturco nell'alimentazione del bestiame, Tip. Nazionale, Milano 1888 (III ed. 1895).
- Pollicoltura pratica: incubazione e schiusura artificiali delle uova, ingrassamento accelerato, produzione delle uova, Tip. Nazionale, Milano 1889.
- Allevamento dei bachi da seta coi Sistemi più economici per ridurre le spese di produzione, e coltivazione dei gelsi adattata ai Sistemi stessi, Tip. Nazionale, Milano 1895 (II ed.)
- I fiori in inverno, Sonzogno, Milano 1898.

### Di argomento enologico
- Vinum nostrum quotidianum, Tip. degli Operai, Milano 1883.
- La pratica della fabbricazione dei secondi vini ed ausiliari, Tip. Nazionale, Milano 1884 (IV ed. 1897)
- Le principali malattie dei vini e mezzi pratici per curarle, Tip. Nazionale, Milano 1887.
- La pratica della fabbricazione e conservazione del vino da pasto, da commercio e per l'esportazione: malattie e cure, Tip. Nazionale, Milano 1894.
- Il vino. Modo di farlo e conservarlo, Sonzogno, Milano 1897 (II ed. 1904).